# Cantonul Saint-Herblain-Est
Cantonul Saint-Herblain-Est este un canton din arondismentul Nantes, departamentul Loire-Atlantique, regiunea Pays de la Loire, Franța.